# 畔田 (佐倉市)
畔田（あぜた）は、千葉県佐倉市の大字。郵便番号285-0835。

## 地理
西から北は下志津、東は生谷、南東は四街道市内黒田、南は四街道市萱橋、南西は四街道市大日に隣接している。

## 世帯数と人口
2017年（平成29年）10月31日現在の世帯数と人口は以下の通りである。
| 大字 | 世帯数  | 人口  |
| ---- | ------- | ----- |
| 畔田 | 100世帯 | 180人 |

## 小・中学校の学区
市立小・中学校に通う場合、学区は以下の通りとなる。
| 地域 | 小学校               | 中学校               |
| ---- | -------------------- | -------------------- |
| 全域 | 佐倉市立千代田小学校 | 佐倉市立臼井南中学校 |

## 施設
- 畔田区民会館
- 正光寺
- 薬師堂
- 春日神社
- 畔田公園